# Episodi di South Park (quinta stagione)
La quinta stagione di South Park, composta da 14 episodi, è stata trasmessa negli Stati Uniti, da Comedy Central, dal 20 giugno 2001 su Comedy Central.
L'edizione italiana è stata trasmessa su Paramount Comedy dal 4 febbraio al 18 marzo 2005.
Tranne dove indicato diversamente, gli episodi sono stati scritti e diretti da Trey Parker.
| nº | Titolo originale                      | Titolo italiano                        | Prima TV USA     | Prima TV Italia  |
| -- | ------------------------------------- | -------------------------------------- | ---------------- | ---------------- |
| 1  | It Hits the Fan                       | I cavalieri delle procedure standard   | 20 giugno 2001   | 4 febbraio 2005  |
| 2  | Cripple Fight                         | Combattimento a stampelle              | 27 giugno 2001   | 4 febbraio 2005  |
| 3  | Super Best Friends                    | Super migliori amici                   | 4 luglio 2001    | 11 febbraio 2005 |
| 4  | Scott Tenorman Must Die               | Scott Tenorman deve morire             | 11 luglio 2001   | 11 febbraio 2005 |
| 5  | Terrance and Phillip: Behind the Blow | Trombino & Pompadour: dietro la risata | 18 luglio 2001   | 18 febbraio 2005 |
| 6  | Cartmanland                           | Cartmanlandia                          | 25 luglio 2001   | 18 febbraio 2005 |
| 7  | Proper Condom Use                     | L'uso appropriato dei profilattici     | 1º agosto 2001   | 25 febbraio 2005 |
| 8  | Towelie                               | Asciughino                             | 8 agosto 2001    | 25 febbraio 2005 |
| 9  | Osama bin Laden Has Farty Pants       | Osama Bin Laden se l'è fatta addosso   | 7 novembre 2001  | 4 marzo 2005     |
| 10 | How to Eat with Your Butt             | Come mangiare col culo                 | 14 novembre 2001 | 4 marzo 2005     |
| 11 | The Entity                            | L'entità                               | 21 novembre 2001 | 11 marzo 2005    |
| 12 | Here Comes the Neighborhood           | Arrivano i vicini                      | 28 novembre 2001 | 11 marzo 2005    |
| 13 | Kenny Dies                            | Kenny muore                            | 5 dicembre 2001  | 18 marzo 2005    |
| 14 | Butters' Very Own Episode             | L'episodio di Butters                  | 12 dicembre 2001 | 18 marzo 2005    |

## I cavalieri delle procedure standard
- Titolo originale: It Hits the Fan

### Trama
Improvvisamente a South Park diviene usuale dire la parola merda. Però Chef e i ragazzi scoprono che la parola è maledetta, e dirla troppo spesso causa effetti devastanti come il dilagare della peste bubbonica e il risveglio di un drago diabolico.

## Combattimento a stampelle
- Titolo originale: Cripple Fight

### Trama
Gran Gay Al è tornato a South Park nel ruolo di capo scout, ma viene licenziato perché omosessuale. I ragazzi allora decidono di difenderlo con l'aiuto di un nuovo ragazzino handicappato, Jimmy. Purtroppo a South Park non c'è spazio per due disabili, così Jimmy e Timmy cominciano a rivaleggiare. Alla fine, nonostante gli sforzi dei ragazzi, sarà lo stesso Gran Gay Al che difenderà il diritto degli scout di escluderlo dall'incarico di capo.

## Super migliori amici
- Titolo originale: Super Best Friends

### Trama
A South Park dilaga una nuova mania: tutti si convertono al "blainesimo", una religione che vede come leader l'illusionista David Blaine. Per sconfiggere i blainisti, Stan si allea con i "Super migliori amici", un team di supereroi religiosi formato da Gesù, Maometto, Lao Tse, Buddha, Krishna, Joseph Smith e un fuori posto Seamen (parodia di Aquaman, che dei Superamici viene considerato il membro più inutile).

## Scott Tenorman deve morire
- Titolo originale: Scott Tenorman Must Die
- Diretto da: Eric Stough
- Scritto da: Trey Parker

### Trama
Eric viene truffato da un adolescente, Scott Tenorman, che gli vende dei peli pubici, facendogli credere che così raggiungerà subito la pubertà. Scoperto l'inganno, Eric tenta in tutti i modi di vendicarsi, ma Scott sembra essere troppo furbo per cascarci, arrivando persino ad umiliarlo davanti a tutta la città. Esasperato, Eric elabora un piano terribile: causa la morte dei genitori di Scott, senza che lui lo venga a sapere, poi gli organizza un pranzo, invitando molte persone, composto principalmente da chili. Tra le pietanze, c'è anche la carne cotta dei genitori di Scott. Scott ne mangia, ma Eric gli fa notare che quella è la carne dei genitori. Dopo aver vomitato, Scott scoppia in lacrime e viene deriso dai Radiohead, il suo gruppo preferito, invitati con l'inganno da Cartman che a questo punto lecca beffardamente le lacrime del nemico, tra lo sgomento generale.
- Guest star: Radiohead (se stessi)
- Note: la trama di "Scott Tenorman deve morire" è una parodia della tragedia di Shakespeare Tito Andronico, in cui l'umiliato protagonista si prende la propria rivincita dando in pasto ai suoi nemici i loro stessi parenti.[2] Alcuni autori hanno visto in questo episodio non solo un'allusione alla violenta tragedia shakespeariana ma addirittura una nuova narrazione della stessa.[3][4]

## Trombino & Pompadour: dietro la risata
- Titolo originale: Terrance and Phillip: Behind the Blow

### Trama
Il duo comico canadese Trombino e Pompadour si è diviso. Quando i ragazzi lo scoprono, faranno di tutto per far riunire i loro artisti preferiti.

## Cartmanlandia
- Titolo originale: Cartmanland

### Trama
Con i soldi ricevuti da un'eredità, Cartman compra un luna park che decide di tenere per sé senza farlo provare agli altri. Quando sente parlare della fortuna di Cartman, a Kyle viene una grossa emorroide causata dallo stress, che va sempre peggiorando quando la fortuna di Cartman aumenta. Stan e Kyle tentano così di intrufolarsi nel parco di divertimenti, ma l'emorroide di Kyle scoppia mentre si sta arrampicando sul recinto di filo spinato e Cartman li scopre, cacciandoli via. Kyle deve recarsi immediatamente all'ospedale, dove scoprono che l'emorroide si è infettata e Kyle potrebbe rischiare la vita. Depresso, Kyle annuncia ai suoi genitori di rinunciare alla sua fede, in quanto non crede che esista un Dio capace di dare ad una persona come Cartman tanta fortuna, mentre lui ha ottenuto un'emorroide infetta. 
Dopo l'incidente con Stan e Kyle, Cartman assume una guardia di sicurezza per impedire agli intrusi di entrare nel parco e, per permettersi di pagarlo, è costretto a far entrare due persone al giorno nel suo parco. Però, altre spese cominciano ad accumularsi, come la manutenzione, cibo e servizi pubblici, e Cartman finisce per dover far entrare centinaia di persone al giorno. Indipendentemente da ciò, il suo parco riscuote un enorme successo e degli analisti del business credono che Eric abbia avuto una brillante e geniale idea di marketing nel negare inizialmente alla gente di entrare nel parco, scatenando così la curiosità delle persone che ogni giorno si presentano in massa per poter entrare.
All'ospedale, Kyle guarda il notiziario, che annuncia che Cartmanlandia ha un incredibile successo e sta facendo molti soldi, elogiando Cartman per essere un uomo d'affari straordinario. Kyle soffre improvvisamente di insufficienza cardiaca temporanea e, anche se viene rianimato, il medico afferma che sembra che Kyle abbia perso la volontà di vivere. Nel frattempo, però, Cartman è furioso del fatto che il suo parco sia completamente pieno di gente. Decide di rivenderlo al vecchio proprietario. Tuttavia, i soldi che Cartman ricava dalla vendita vengono immediatamente confiscati per pagare le tasse che Eric non ha dichiarato, e una parte dei soldi viene devoluta alla famiglia di Kenny McCormick, il quale è morto su una delle giostre di Cartmanlandia. Inoltre, Eric deve ulteriori 13.000 dollari per tentata frode, ma non può pagarli, così cerca disperatamente di riacquistare il parco dal vecchio proprietario, ma quest'ultimo rifiuta.
Per salvare il suo amico, Stan ha l'idea di portare Kyle al parco, dove vedono che Cartman è estremamente frustrato dopo che la sua fortuna se n'è andata. Cartman getta pietre sul muro del parco, ma la guardia di sicurezza arriva e gli intima di smetterla di danneggiare la proprietà, spruzzandogli infine lo spray al peperoncino negli occhi. Osservando questa scena, Kyle riprende le forze, riabbracciando la sua fede e il desiderio di vivere. La sua emorroide si ritira rapidamente e Kyle si riprende totalmente quasi all'istante. Vedendo la miseria di Cartman, Kyle afferma che, dopo tutto, esiste un Dio che si preoccupa di dare alla gente quello che si merita.

## L'uso appropriato dei profilattici
- Titolo originale: Proper Condom Use

### Trama
I ragazzi grandi insegnano a Cartman come si "mungono" i cani, Stan lo fa davanti ai suoi genitori ed in poco tempo tutti i genitori di South Park pretendono che la scuola insegni educazione sessuale ai loro figli. In modo consono alla tradizione, i ragazzi vengono smistati. I maschi vengono istruiti sui misteri del sesso dal signor Mackey, le ragazze imparano le arti femminili con la signora Choksondik e il signor Garrison spiega ai bambini dell'asilo l'uso corretto dei profilattici.
Non ricordando come si fa, avendo avuto il suo ultimo rapporto sessuale all'età di 19 anni, il Signor Mackey non conclude nulla, mentre la Choksondik spaventa le ragazze dicendo loro che, se i ragazzi non indosseranno il preservativo, esse prenderanno una malattia e moriranno. I ragazzi tengono il preservativo in ogni momento, ma si sentono parecchio a disagio e parlano di ciò con Mackey, il quale comunica loro che il preservativo va indossato solamente quando fanno sesso. Arrabbiati perché credono che siano le ragazze a trasmettere le malattie, i ragazzi decidono di affrontarle.
Nel frattempo, il Signor Mackey e la Signorina Choksondik stanno preparando le proprie lezioni, scambiandosi storie sul proprio passato. Mackey confessa di non essere mai stato molto ammirato dalle donne, mentre la Choksondik rivela di essere ancora vergine. Trovando un punto in comune, vale a dire il loro scarso sex appeal, i due iniziano a provare interesse l'uno per l'altra, finendo per fare sesso senza preservativo.
Intanto, la battaglia tra maschi e femmine causa diverse vittime. Alla fine, il forte delle ragazze viene distrutto con un'esplosione, provocando una scossa che viene percepita in tutta South Park. Tutti gli adulti si presentano sul luogo della battaglia e restano scioccati da quanto accaduto. 
Dopo questo, Chef spiega che il sesso è emozione e amore e deve essere insegnato ai bambini dalla propria famiglia, piuttosto che dalle scuole, in quanto i genitori non sapranno poi da chi l'hanno imparato: se da qualcuno senza esperienza (come Mackey), qualcuno che ne ha una pessima opinione (come la Choksondik) o da un pervertito (come Garrison, che protesta perché in quel momento è stato inquadrato lui). Quando viene chiesto a che età si può iniziare a fare sesso, Chef risponde che l'età giusta è 17 anni.

## Asciughino
- Titolo originale: Towelie

### Trama
Mentre i ragazzi sono a casa di Stan, Cartman trova un tampone usato di Sharon Marsh, ma egli crede che sia un feto abortito. Estremamente imbarazzata, Sharon decide di comprare ai ragazzi una nuovissima console di videogiochi, l'Okama Gamesphere, in modo che non parlassero più di quello che Eric ha trovato. I ragazzi sono eccitatissimi per la loro nuova console e decidono che ci giocheranno tutto il weekend, senza dormire. Poco dopo, i ragazzi fanno la conoscenza con un asciugamano parlante chiamato Asciughino, che e consiglia ai ragazzi di portare con sé un asciugamano in modo da restare asciutti. 
Dopo la scuola, i protagonisti corrono a casa di Stan per giocare, ma scoprono che la Gamesphere non è più lì. Il telefono squilla e Stan risponde, trovando una voce che gli comunica che, se vogliono indietro la loro console, dovranno portare Asciughino ad una stazione di benzina quella notte. Rendendosi conto che parlare di qualcosa legato agli asciugamani farà apparire Asciughino, i ragazzi fanno in modo di trovarlo, afferrandolo e portandolo al luogo prestabilito. Un uomo anziano è presente e ringrazia i bambini per avergli riportato Asciughino, spiegando che lavora per la compagnia che l'ha creato, la Tynacorp. I ragazzi chiedono dove sia la loro console, ma l'uomo si rende conto che è una trappola. Improvvisamente, i militari si presentano e iniziano una battaglia contro gli uomini della Tynacorp e Asciughino e i ragazzi scappano. Così, i militari decidono che ogni asciugamano nel raggio di 1000 miglia dovrà essere distrutto.
Per il resto dell'episodio, i ragazzi e Asciughino fanno avanti e indietro tra la sede della Tynacorp e la base militare, nel tentativo di recuperare la loro Okama Gamesphere. Militari e ricercatori spiegano ogni volta ai ragazzi quello che sta succedendo, rivelando numerosi dettagli, ma i ragazzi continuano a dire che a loro non importa e che rivogliono solamente la loro console. Si viene a scoprire che i ricercatori della Tynacorp sono in realtà degli alieni e hanno creato un clone malvagio di Asciughino, chiamato GS-401, che ha gambe e braccia muscolose. Ad un certo punto, i ragazzi riescono a scoprire che l'Okama si trova alla sede della Tynacorp e finalmente si mettono a giocare, rimanendo completamente ignari del fatto che militari e alieni si stiano uccidendo a vicenda. L'edificio viene però fatto esplodere dai militari per annientare gli alieni che vogliono conquistare la Terra.
I ragazzi finiscono sopra una pozza di lava, aggrappati ad Asciughino, e Kenny ci cade dentro, morendo bruciato. L'Okama Gamesphere è sotto di loro, vicino alla lava, così i ragazzi provano ad oscillare per permettere a Kyle di afferrarla. Nel frattempo, il clone malvagio di Asciughino arriva e cerca di convincere Asciughino a lasciar cadere i ragazzi, corrompendolo con una canna. Asciughino, tuttavia, riesce ad allungarsi e a fare un tiro dallo spinello, che sembra conferirgli una grande forza fisica, che gli permette di tirare al sicuro i ragazzi e la Gamesphere. Un'altra esplosione fa cadere l'asciugamano malvagio nella lava, distruggendolo.
I ragazzi e Asciughino vanno cosi a casa di Stan a giocare all'Okama Gamesphere.

## Osama Bin Laden se l'è fatta addosso
- Titolo originale: Osama bin Laden Has Farty Pants

### Trama
Pieni di spirito patriottico, i ragazzi mandano dei soldi ai bambini poveri in Afghanistan. Quando ricevono un pacco di risposta ci trovano dentro una capra, ma i ragazzi non sanno come e dove prendersene cura allora provano a rispedirla in Medio Oriente.

## Come mangiare col culo
- Titolo originale: How to Eat with Your Butt

### Trama
Il giorno della foto a scuola, Kenny (su suggerimento di Cartman) decide di fare uno scherzo: si mette il giubbotto al contrario in modo che il suo sedere spunti al posto della faccia. Cartman, senza dirlo a nessuno, si impossessa della foto e la porta alla centrale del latte, dove spaccia quello nella foto per un bambino smarrito. A un certo punto i Thompson, una coppia del Wisconsin col sedere al posto della faccia a causa di una strana sindrome, arriva a South Park credendo quello nella foto il loro figlio smarrito da anni. In seguito a questo avvenimento Cartman perderà il proprio "senso dell'umorismo", e si preoccuperà di recuperarlo. Alla fine si scoprirà che il vero figlio della coppia è Ben Affleck, fatto che farà ritornare a Eric il suo umorismo.

## L'entità
- Titolo originale: The Entity

### Trama
Il signor Garrison è stufo di code lunghe, voli ritardati e dell'industria aerea in generale, e così inventa il suo dispositivo di trasporto personale. L'attesa per la nuova macchina, un segreto gelosamente custodito, porta a una frenesia. Intanto, il cugino di Kyle, anch'egli di nome Kyle, arriva a South Park, e i ragazzi capiscono che se non vogliono che Cartman lo prenda in giro dovranno corromperlo. Ben presto però, il cugino di Kyle si fa odiare da tutta la classe: è molesto, ipersensibile, ipocondriaco e iper-capitalista, tanto che, nonostante Cartman non riesca a trattenersi, perdendo così i soldi che Kyle gli aveva promesso, persino quest'ultimo ammette di non sopportarlo, cominciando a escogitare vari piani per mandarlo a casa.

## Arrivano i vicini
- Titolo originale: Here Comes the Neighborhood
- Diretto da: Eric Stough
- Scritto da: Trey Parker

### Trama
Il piccolo Token Black viene emarginato dai compagni per essere più ricco di loro. Pertanto decide di iniziare a passare il tempo con gente del suo stesso stato sociale, e non essendocene abbastanza a South Park, acquista uno spazio sulla rivista Forbes, dove pubblicizza South Park come la prossima Aspen, in modo da attirare in città altre persone ricche. Questo attira l'attenzione di molte celebrità (tutte di colore) tra cui Will Smith, Oprah Winfrey, Snoop Dogg che decidono di acquistare una proprietà a South Park come casa di vacanza. Il signor Garrison si infastidisce nel vedere tutti questi ricchi che si sono trasferiti in città e viene presto seguito da tutti gli altri cittadini.
I cittadini originari di South Park iniziano ad emettere varie leggi che vanno contro i ricchi, ad esempio vietano loro di mangiare in certi ristoranti, bere in certi bar e li costringono a sedersi davanti sugli autobus (poiché i posti davanti sono di prima classe). 
Token inizia ad uscire con gli altri bambini ricchi, ma presto si rende conto di trovarsi fuori posto anche in loro compagnia, dato che questi ragazzi praticano giochi che Token non capisce, come il polo. Così, Token decide che gli è rimasto un solo posto dove andare: allo zoo di South Park, per andare a vivere con i leoni, scoprendo che essi e al leone capo, Aslon, sono dediti a farsi continuamente scherzi stupidi e noiosi. Token realizza quindi di non voler vivere con loro e se ne torna a casa. 
Al suo ritorno, i ragazzi gli dicono che hanno sentito la sua mancanza, con grande sorpresa di Token, il quale pensava di non piacere ai suoi compagni date le prese in giro. I ragazzi gli spiegano che si prendono tutti in giro a vicenda proprio perché sono amici, e decidono infine di non prenderlo più in giro perché è ricco, ma perché è una femminuccia, dato che non è stato in grado di sopportare le loro precedenti prese in giro.
Nel frattempo, Garrison guida un gruppo di "poveri" di South Park vestiti da fantasma (in realtà ricordano più dei membri del KKK) per spaventare i ricchi, dato che credono che la cosa che li spaventi di più siano i fantasmi. In effetti, l'espediente di Garrison funziona e i ricchi iniziano a fuggire spaventati dalla città. Garrison ha l'idea di vendere tutte le loro case per diventare ricchi, ma tutti gli ricordano di come lui odi la gente ricca, al che Garrison rivela come fin dall'inizio che le sue intenzioni fossero puramente razziste.

## Kenny muore
- Titolo originale: Kenny Dies

### Trama
Kenny è gravemente ammalato e rischia seriamente di morire. Stan e Kyle ne sono veramente affranti, ma Eric cerca di ottenere delle cellule staminali da dei feti abortiti per poterlo far curare. Stan va a trovarlo con un regalo,ma non lo trova,capendo che è deceduto. Il giorno del funerale Stan e Kyle scoprono che Eric in realtà ha impiegato i feti per sdoppiare del tutto una pizzeria, e Kyle inizia a picchiare Eric, mentre Stan si sente sollevato dalla consapevolezza di non essere stato quindi il peggiore amico di Kenny.

## L'episodio di Butters

La sigla di apertura dedicata a Butters.

- Titolo originale: Butters' Very Own Episode
- Diretto da: Eric Stough
- Scritto da: Trey Parker

### Trama
Butters è entusiasta per l'anniversario dei suoi genitori, perché verrà festeggiato in famiglia al suo ristorante preferito, "Da Bennigan's". Quattro giorni prima dell'anniversario, la madre Linda chiede a Butters di spiare il marito con l'intento di scoprire cosa le regalerà. L'onesto Butters viene convinto solo quando la madre gli fa credere che dovrà semplicemente giocare fingendo di essere l'"ispettore Butters". Il bambino vede il padre entrare in uno squallido cinema in cui trasmettono dei film pornografico gay e in una sauna e palestra gay in cui ha dei rapporti sessuali con altri uomini, e sente anche la voce del signor Garrison. Butters, candidamente non capisce, scatta delle fotografie e le mostra alla madre, che ne rimane visibilmente traumatizzata, tanto da ridipingere ossessivamente la casa tre volte. Stephen, logorato dal senso di colpa, chiede al figlio di non riferire nulla alla madre, ma ormai è troppo tardi. In Linda nascono degli impulsi omicidi-suicidi: tenta di uccidere Butters lasciandolo annegare nel fiume, chiudendolo nella sua automobile per evitare che "cresca nelle mani di un pervertito". Qualche ora più tardi, il signor Stotch trova sua moglie mentre tenta di impiccarsi. Si precipita al suo fianco scusandosi, e dopo un breve litigio decidono di mentire alla stampa, affermando che Butters è stato rapito da un portoricano mentre facevano un giro in macchina.
Questi in realtà riesce a sopravvivere, ignaro che la madre l'abbia voluto assassinare, ma la corrente del fiume l'ha trasportato molto lontano da casa. Per tornare dai genitori chiede un passaggio a un camionista che poi, esasperato dalla sua logorrea, lo scarica. Successivamente i genitori di Butters vengono contattati da altre persone che credono che i loro figli e le loro mogli siano stati uccisi dallo stesso portoricano, mentre in realtà hanno semplicemente usato la stessa loro scusa per depistare le autorità e la stampa. Infatti nel gruppo ci sono Gary Condit, O. J. Simpson, e John e Patricia Ramsey. Durante il pranzo di iniziazione, gli assassini cantano "Gooble, gobble, one of us, one of us!", citando Freaks. Butters, intanto, sotto consiglio di un anziano signore, percorre una inquietante e cupa strada riuscendo a tornare a casa. I genitori, felici di rivedere il figlio, gli chiedono di mentire dicendo che è stato rapito da un portoricano. Butters però è esausto di dire bugie e impartisce un'importante lezione ai genitori. Convinti, i due annunciano pubblicamente il ritorno a casa del figlio e rivelano tutta la verità, anche se questo comporta l'essere malvisti da tutta la comunità per essere una pazza assassina e un pervertito omosessuale. Alla fine la famiglia va da Bennigan's e Butters dichiara che questa volta avrebbe preferito sentire una bugia piuttosto che venire a sapere della depravazione dei genitori.